# Hamiltoniano di Dyall
L'hamiltoniano di Dyall è un operatore hamiltoniano modificato, utilizzato nei calcoli di chimica quantistica. La forma e i suoi componenti sono così definiti:
{\displaystyle {\hat {\mathcal {H}}}^{D}={\hat {\mathcal {H}}}_{i}^{D}+{\hat {\mathcal {H}}}_{v}^{D}+C}
{\displaystyle {\hat {\mathcal {H}}}_{i}^{D}=\sum _{i}^{\rm {core}}\varepsilon _{i}E_{ii}+\sum _{r}^{\rm {virt}}\varepsilon _{r}E_{rr}}
{\displaystyle {\hat {\mathcal {H}}}_{v}^{D}=\sum _{ab}^{\rm {act}}h_{ab}^{\rm {eff}}E_{ab}+{\frac {1}{2}}\sum _{abcd}^{\rm {act}}\left\langle ab\left.\right|cd\right\rangle \left(E_{ac}E_{bd}-\delta _{bc}E_{ad}\right)}
{\displaystyle C=2\sum _{i}^{\rm {core}}h_{ii}+\sum _{ij}^{\rm {core}}\left(2\left\langle ij\left.\right|ij\right\rangle -\left\langle ij\left.\right|ji\right\rangle \right)-2\sum _{i}^{\rm {core}}\varepsilon _{i}}
{\displaystyle h_{ab}^{\rm {eff}}=h_{ab}+\sum _{j}\left(2\left\langle aj\left.\right|bj\right\rangle -\left\langle aj\left.\right|jb\right\rangle \right)}
dove gli indici {\displaystyle i,j,\ldots }, {\displaystyle a,b,\ldots }, {\displaystyle r,s,\ldots } denotano rispettivamente gli orbitali di core, quelli attivi e quelli virtuali, {\displaystyle \varepsilon _{i}} e {\displaystyle \varepsilon _{r}} sono le energie degli orbitali implicati e gli operatori {\displaystyle E_{mn}} sono gli operatori spin-dipendenti {\displaystyle a_{m\alpha }^{\dagger }a_{n\alpha }+a_{m\beta }^{\dagger }a_{n\beta }}. Questi operatori commutano con {\displaystyle S^{2}} (vedi molteplicità di spin) e {\displaystyle S_{z}}, perciò la loro applicazione su funzioni spin pure produce ancora funzioni spin pure.
L'hamiltoniano di Dyall si comporta allo stesso modo dell'hamiltoniano esatto all'interno dello spazio complete active space (CAS), possedendo gli stessi autovalori e autovettori dell'hamiltoniano esatto proiettato all'interno dello spazio CAS.